# Cantonul Revel
Cantonul Revel este un canton din arondismentul Toulouse, departamentul Haute-Garonne, regiunea Midi-Pyrénées, Franța.

## Comune
- Bélesta-en-Lauragais
- Falga
- Juzes
- Maurens
- Montégut-Lauragais
- Mourvilles-Hautes
- Nogaret
- Revel (reședință)
- Roumens
- Saint-Félix-Lauragais
- Saint-Julia
- Vaudreuille
- Vaux